# Élections locales britanniques de 2023
Les élections locales britanniques de 2023 se déroulent le 4 mai 2023 en Angleterre. Elles concernent le renouvellement de l'ensemble des conseils de dix districts métropolitains et d'un tiers des membres du conseil de vingt-trois autres. Sont également renouvelés trente-deux conseils d'autorités unitaires ainsi que le tiers des membres du conseil de quatorze autres. Enfin, elles concernent également le renouvellement, en totalité ou pour un tiers, des conseils de districts non métropolitains, ainsi que des maires de Bedford, Leicester, Mansfield et Middlesbrough.
Ces élections, les premières qu'aient connu le parti conservateur sous la direction de Rishi Sunak, se révèlent une sévère défaite pour celui-ci, les conservateurs perdant plus de mille sièges de conseillers locaux au profit des travaillistes de Keir Starmer et des libéraux-démocrates d'Edward Davey,,.
Le 18 mai, des élections locales ont également lieu pour renouveler l'ensemble des conseils des onze districts d'Irlande du Nord.

## Résultats
| Parti | Parti                     | Conseils | Conseils | Sièges | Sièges |
| Parti | Parti                     | Élus     | +/-      | Élus   | +/-    |
| ----- | ------------------------- | -------- | -------- | ------ | ------ |
|       | Parti travailliste        | 71       | +22      | 2 674  | +536   |
|       | Parti conservateur        | 33       | -48      | 2 299  | -1058  |
|       | Libéraux-démocrates       | 29       | +12      | 1 626  | +405   |
|       | Indépendant               | 2        | +1       | 874    | -80    |
|       | Parti vert                | 1        | +1       | 481    | +241   |
|       | Associations de résidents | 2        | =        | 88     | -24    |
|       | Reform UK                 | 0        | =        | 6      | +2     |
|       | Parti libéral             | 0        | =        | 4      | +2     |
|       | Parti du Yorkshire        | 0        | =        | 3      | +1     |
|       | UKIP                      | 0        | =        | 0      | -25    |
|       | Vacants                   | 0        | =        | 24     | +3     |
|       | Conseil sans majorité     | 91       | +12      |        |        |
| Total | Total                     | 230      | 230      |        |        |

### Irlande du Nord
| Partis | Partis                                 | 2019 | 2023 | +/-           |
| ------ | -------------------------------------- | ---- | ---- | ------------- |
|        | Sinn Féin                              | 105  | 144  | 39            |
|        | Parti unioniste démocrate              | 122  | 122  | en stagnation |
|        | Parti de l'Alliance d'Irlande du Nord  | 53   | 67   | 14            |
|        | Parti unioniste d'Ulster               | 75   | 54   | 21            |
|        | Parti social-démocrate et travailliste | 59   | 39   | 20            |
|        | Voix unioniste traditionnelle          | 6    | 9    | 3             |
|        | Parti vert                             | 8    | 5    | 3             |
|        | Le Peuple avant le profit              | 5    | 2    | 3             |
|        | Aontú                                  | 1    | 0    | 1             |
|        | Autres                                 | 4    | 1    | 3             |
|        | Indépendants                           | 24   | 19   | 5             |
| Total  | Total                                  | 462  | 462  | en stagnation |